# Фарфор Вербилок

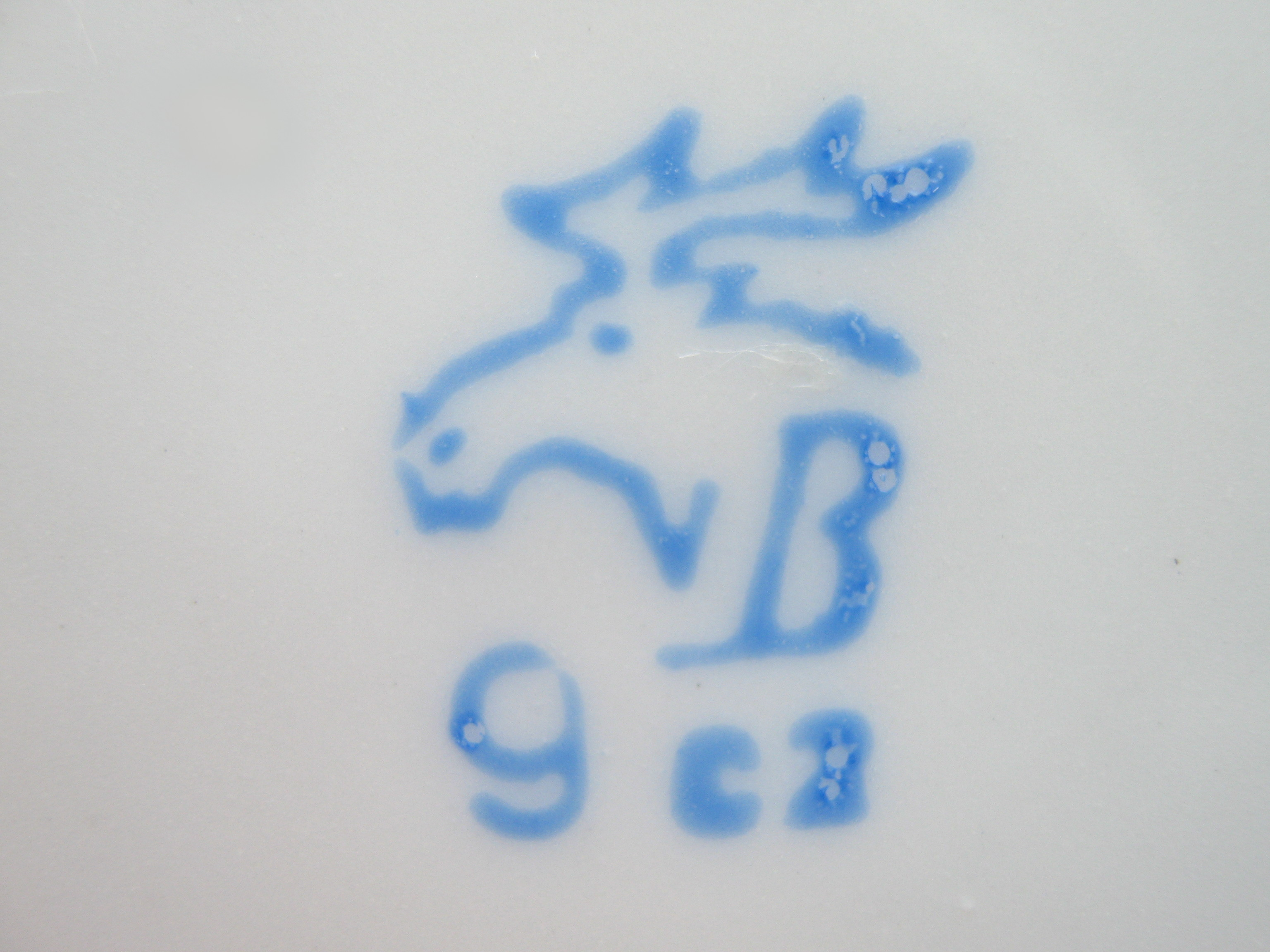
Клеймо предприятия

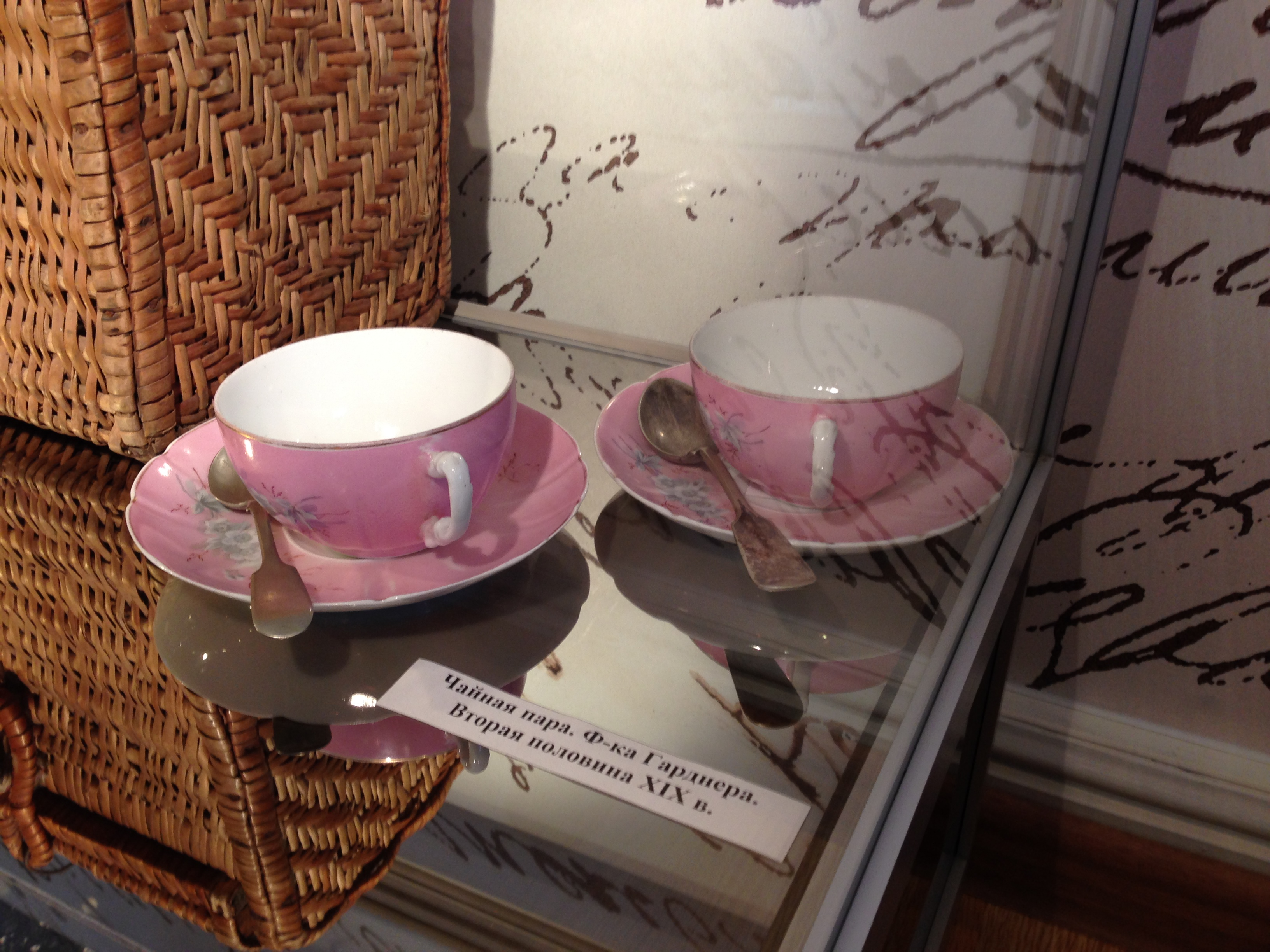
Чайная пара фабрики Гарднера второй половины 19 века. Выставка «Железная дорога Льва Толстого» в Козловой Засеке.

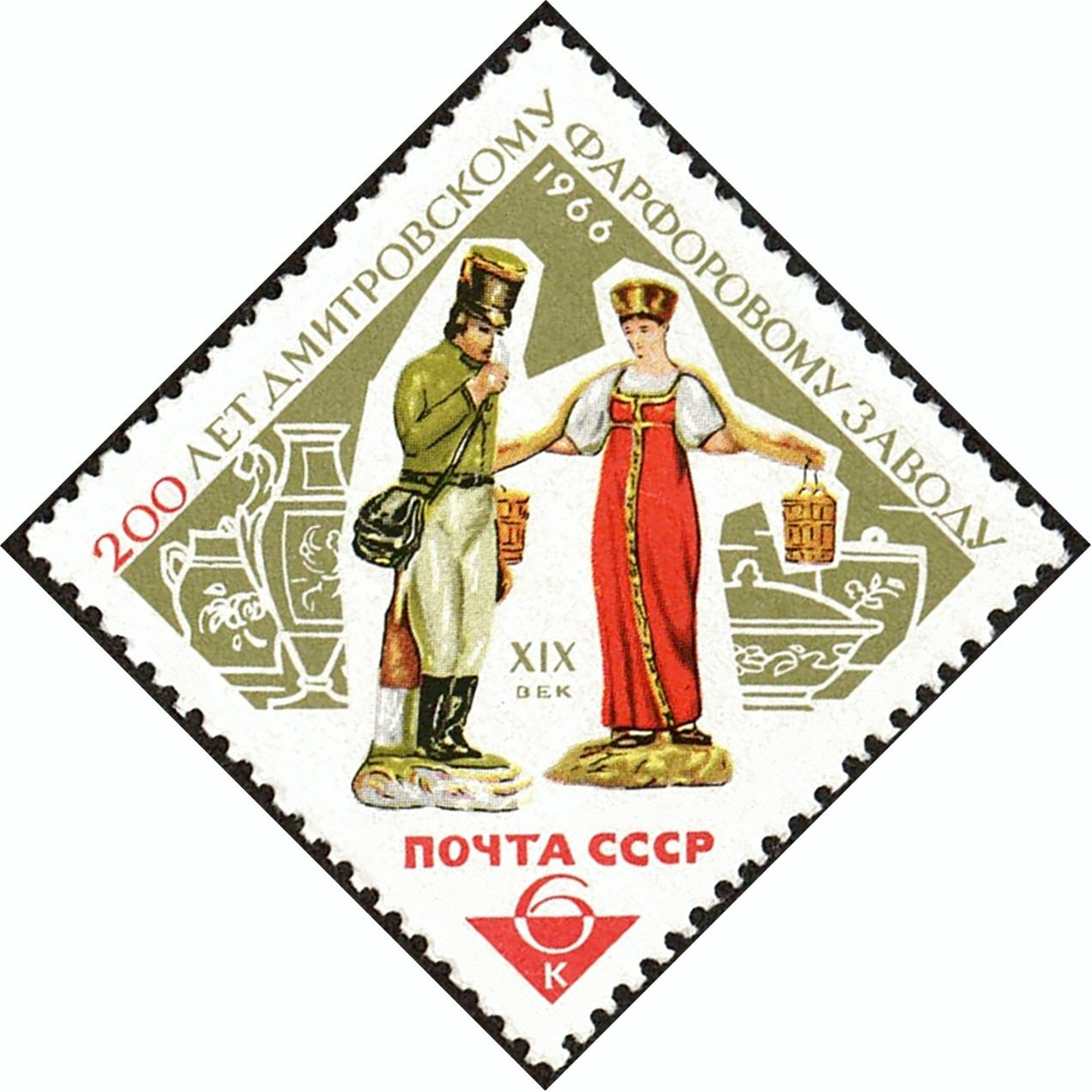
Статуэтки «Почтальон» и «Водоноска». Скульптор С. С. Пименов по эскизам А. Г. Веницианова. Фабрика Гарднера. 1815—1822 гг. Почтовая марка СССР, 1966 г.,

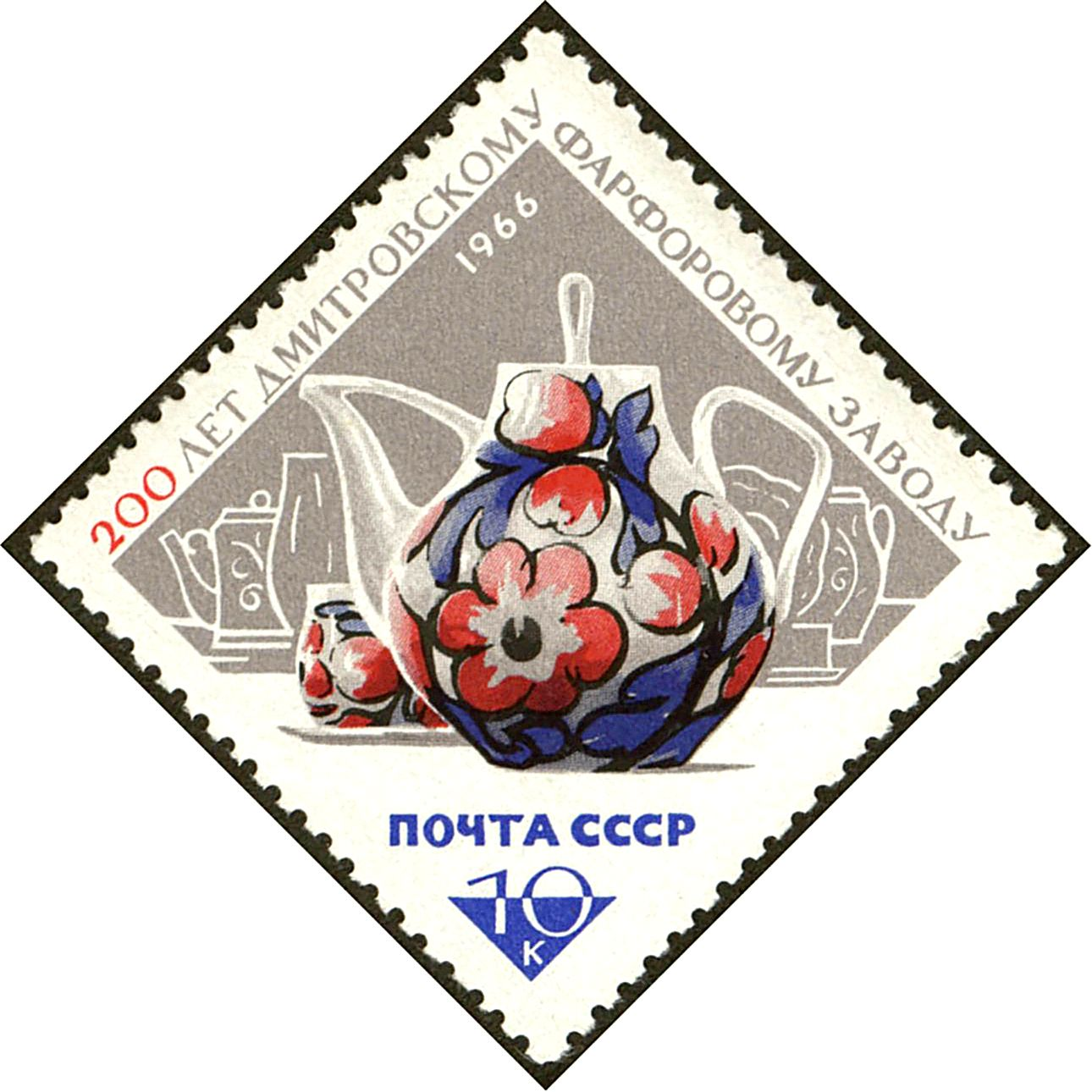
Чайник и чашка из чайного сервиза. Дмитровский фарфоровый завод. 1960-е гг. Почтовая марка СССР, 1966 г.,

«Фарфор Вербилок» — первая в России частная фабрика по производству фарфора, основанная в XVIII веке (бывшая фабрика Гарднера). Расположена в поселке городского типа Вербилки. Имеет множество наград и премий за свою продукцию. Фабрика является бюджетообразующим предприятием для городского поселения Вербилки. Почётный член Гильдии поставщиков Кремля.

## История

### Гарднеровский период
В марте 1766 года состоялось официальное открытие фабрики осевшим в России шотландским лесоторговцем Фрэнсисом (Францем) Гарднером. Хотя само производство было организовано раньше, в 1754 году, когда земля с селом Вербильцы принадлежала князю Николаю Урусову.
Прежде чем открыть свою фабрику, Гарднер много поездил по России — от Соловков[уточнить] до Сибири, выискивая особую глину для фарфора. Лучший вариант он нашёл в уже знакомой ему Малороссии — на Черниговщине (так называемую «глуховскую»). Решив вопрос с сырьём, Гарднер дал обещание «завалить» Империю собственной фарфоровой посудой, дабы не платить за импортную (например, мейсенский фарфор). В организации фабрики принимали участие старший сын Гарднера и профессор Женевского университета Франц Гаттенбергер, иностранец, которого вскоре вызвали в Петербург для заведования Императорским фарфоровым заводом.
В 1777—1783 годах было изготовлено для императрицы Екатерины II четыре орденских сервиза Георгиевский, Андреевский, Александровский и Владимирский. Все они были предназначены для приёмов в честь кавалеров этих орденов. Первый же сервиз очень понравился Екатерине II, и Гарднер удостоился высочайшей аудиенции. Сразу после приёма «на самом верху» московский генерал-губернатор пожаловал Гарднеру право ставить на его изделиях изображение московского герба, своё покровительство шотландскому коммерсанту обещал и бывший управляющий Императорским фарфоровым заводом князь Юсупов.
Фарфор изначально был европейским, так как первых мастеров Гарднер пригласил из Майсена. Одним из них был Иоганн Мюллер, арканист из Майсена, приглашённый в 1758 году на Императорский фарфоровый завод после кончины Дмитрия Виноградова. Значительный вклад в успех предприятия внёс потомственный русский мастер Андрей Гребенщиков. Наряду с дорогими вещами, предназначенными для императорских дворцов и домов высшей аристократии, Гарднер, обладавший прирождённым даром к коммерции, наладил и массовый выпуск фарфоровой посуды. Она высоко ценилась в России, и многие, кому не по карману было покупать импортный саксонский (мейсенский) фарфор, охотно приобретали «родной», гарднеровский. Производство было расширено: если в 1771 году на заводе в Вербилках работало 70 человек, то за десятилетие это количество удвоилось. Причем из полуторы сотен сотрудников лишь управляющий и художник были иностранцами.
Когда Франц Гарднер умер, его детище считалось лучшим частным фарфоровым заводом в России. Дело продолжили наследники, в частности завод перешёл старшему сыну Францу Францевичу, ненадолго пережившему отца. Затем к жене Гарднера, Сарре Александровне, которая не смогла должным образом распорядиться наследством. В начале 19 века фабрика переходит к её сыновьям, Александру Францевичу и Петру Францевичу, сумевшим возродить производство.
С 1833 года фабрика освоила выпуск посуды из фаянса, а в 1840-х годах — из опака (высший сорт фаянса). Гарднеровский фарфор стал эталоном для других частных русских заводов.
В 1829 году фабрика получила «меньшие золотые медали» на Первой публичной выставке российских мануфактур, а в 1855 году — особую благодарность императора и почётное право ставить на изделиях изображение теперь уже государственного двуглавого орла. Право использовать изображение Государственного герба России на продукции «Мануфактур Гарднеръ» было подтверждено в 1865, 1872, 1882, 1896 годах. С 1856 года фабрика «Мануфактур Гарднеръ» обладает званием «Поставщик Двора Его Императорского Величества».
В середине 1850-х годов фабрика переходит к Владимиру Петровичу и Александру Петровичу, внукам Франца Гарднера. Затем, к концу 19 века, владелицей становится жена третьего брата, Павла Петровича, Елизавета Николаевна Гарднер, которая в итоге и продала фабрику.
Во 2-й половине XIX века художественный уровень изделий завода деградирует. Засилье шаблонных приёмов росписи, введение переводных картинок (декалькомании) с репродукциями салонной живописи, расчёт на коммерческий успех приводят к упадку пластической и декоративной культуры. Некоторую самобытность сохраняют лишь «восточная» (для Средней Азии) и «трактирная» посуда с яркой праздничной росписью и отдельные выставочные изделия, выполненные по эскизам художников. Ещё из возможных причин: обострение отношений с Британией после Крымской войны (в этот период на имущество «британско-подданных» накладывались аресты) и неспособность наследников Гарднера «притереться» к специфике отечественного бизнеса.
В середине 1880-х годов на фабрике с 777 рабочими производилось фарфоровых изделий на 208 тысяч рублей.

### Кузнецовский период
Возрождение предприятия в Вербилках пришлось на последнее десятилетие 19 века. Это было связано с появлением на российском фарфоровом рынке нового игрока. В 1892 году фабрика была куплена Матвеем Кузнецовым и успешно интегрирована в его Товарищество производства фарфоровых и фаянсовых изделий М. С. Кузнецова.
На момент покупки фабрика переживала не лучшие времена, поэтому Кузнецов легко договорился с Елизаветой Гарднер, которая продала своё дело
за 238 тысяч рублей, и ещё за 500 рублей все заводские модели, формы, рисунки и образцы. Матвей Кузнецов оказался владельцем не только нового предприятия, но и первосортной торговой марки с полуторавековой историей, богатыми традициями, квалифицированными специалистами, отработанными технологиями и ноу-хау.
С переходом фабрики в руки Кузнецова производство увеличилось. Будучи хорошим коммерсантом, Кузнецов не захотел терять постоянных заказчиков на гарднеровский фарфор и поэтому до революции 1917 года ставил на изделиях клеймо Гарднера (на этих условиях ему была продана фабрика). Матвей Кузнецов систематически издавал прейскуранты своей продукции. Последний прейскурант выпущен 1 марта 1917 года.
Ассортимент, по сравнению с гарднеровским, изменился мало. Новый заводчик пользовался «образцовой» коллекцией Гарднеров, которая ещё в 1860-е годы насчитывала более 4 тысяч номеров различных фарфоровых предметов, не считая статуэток, до 1500 опаковых и более 1000 фаянсовых. Изучив рынок, Кузнецов на вербилковской фабрике выпускал в основном чайные и столовые сервизы, а также отдельные предметы старых гарднеровских форм. Для церквей выпускались лампады, свечи, люстры, чаши. К 100-летию Бородинской битвы были выпущены тарелки, чашки, сухарницы, блюда, вазы с изображением эпизодов Отечественной войны 1812 года. К 300-летию дома Романовых были выпущены изделия с изображением русских барышень, барынь и бояр в одеждах 16—17 веков. В большом количестве фабрика выпускала анималистическую скульптуру небольшого размера (лошадей, верблюдов, медведей, собак, кошек, петухов).

### Советский период
После революции 1917 года предприятие было национализировано и стало называться Дмитровский фарфоровый завод. Начался советский период в жизни завода с лишений и трудностей. В Гражданскую войну и послевоенную разруху делали вазочки, туалетные приборы, блюда со старыми декольками: «Деревенька под снегом», «Речка с березками», «Еловая роща». Советская власть требовала бодрости, поэтому производился агитационный фарфор: «Все в культпоход», «За заем тракторизации». Кружки с портретом всесоюзного старосты Калинина. В первые годы советской власти, в годы НЭПа завод продолжал выпускать изделия по кузнецовским образцам. Затем предпочтение было отдано массовой продукции среднего качества.
В 1930-х годах большую известность получили чайные сервизы «Искусство народов СССР». В это же время в Вербилках начал работать скульптор Сергей Михайлович Орлов. Известные работы: «Конек-горбунок», «Золотая рыбка», «Клоун».
В 1937 году на заводе организована художественная лаборатория.
Завод будил поселок, а также извещал о начале и окончании рабочего дня протяжённым сигналом паровозного свистка, расположенном на крыше северного здания основного комплекса завода.

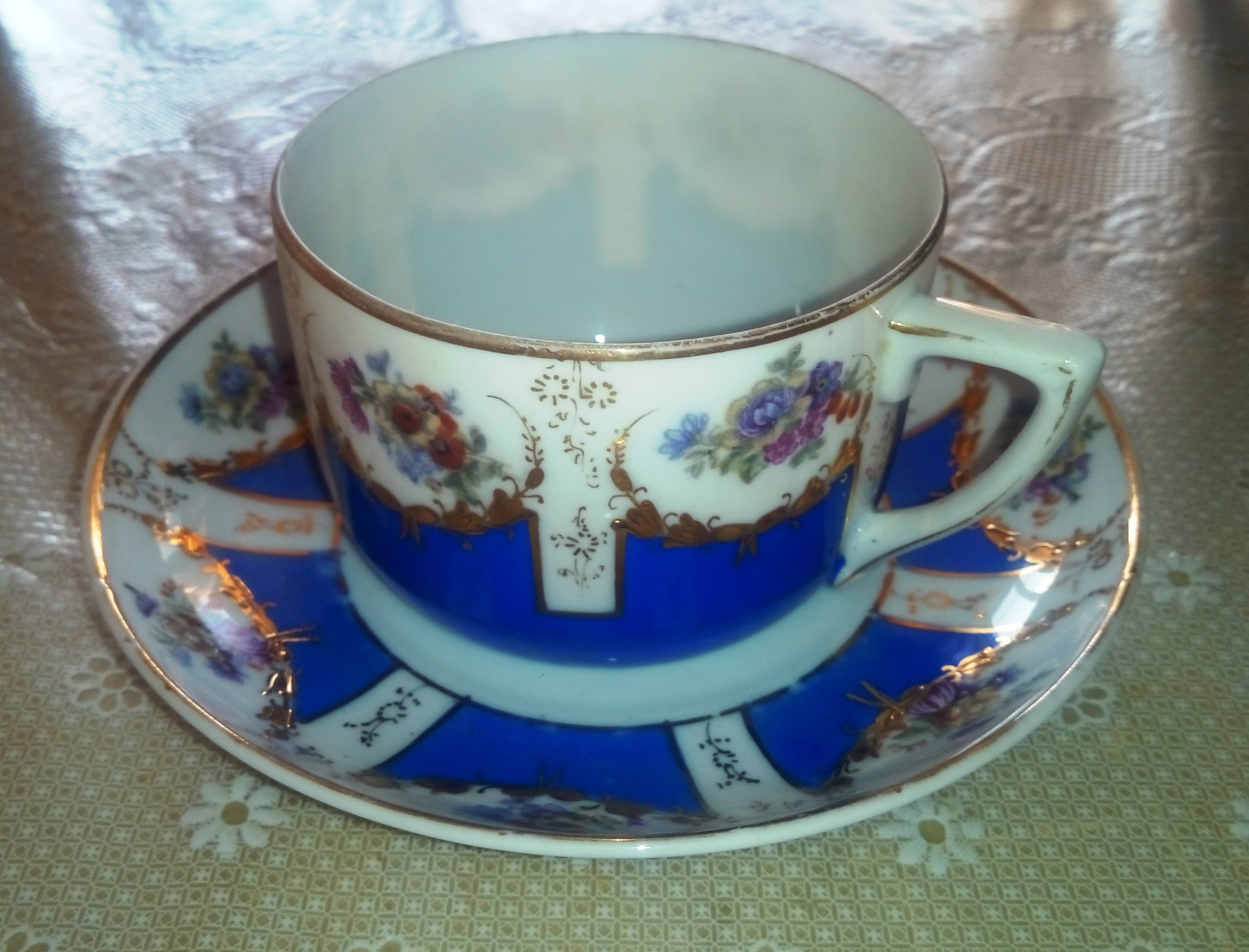
Чашка. Дмитровский фарфоровый завод.

Во время Великой Отечественной войны выпуск художественного фарфора практически прекратился, но отдельные работы всё-таки появлялись. Чекулина Александра Алексеевна, известная до войны сервизами «Русский орнамент», «Женщины наших республик», создала сервиз «Битва за Родину». Т. Деморей, вспомнив о гарднеровском орденском сервизе, расписала свои: «Александр Невский», «Суворов», «Кутузов» — полководческие ордена Великой Отечественной. В условиях войны завод перешел на выпуск продукции для нужд фронта: высоковольтных изоляторов для разрушенных линий связи, «поильников» для находившихся на излечении в госпиталях тяжелораненых и так далее. Большинство работников завода были мобилизованы и находились на фронте. Их заменили женщины и дети.
В 1941 году завод был заминирован на случай захвата противником. Вместе с тем, частям дивизии было дано указание этот старинный завод во что бы то ни стало сохранить.

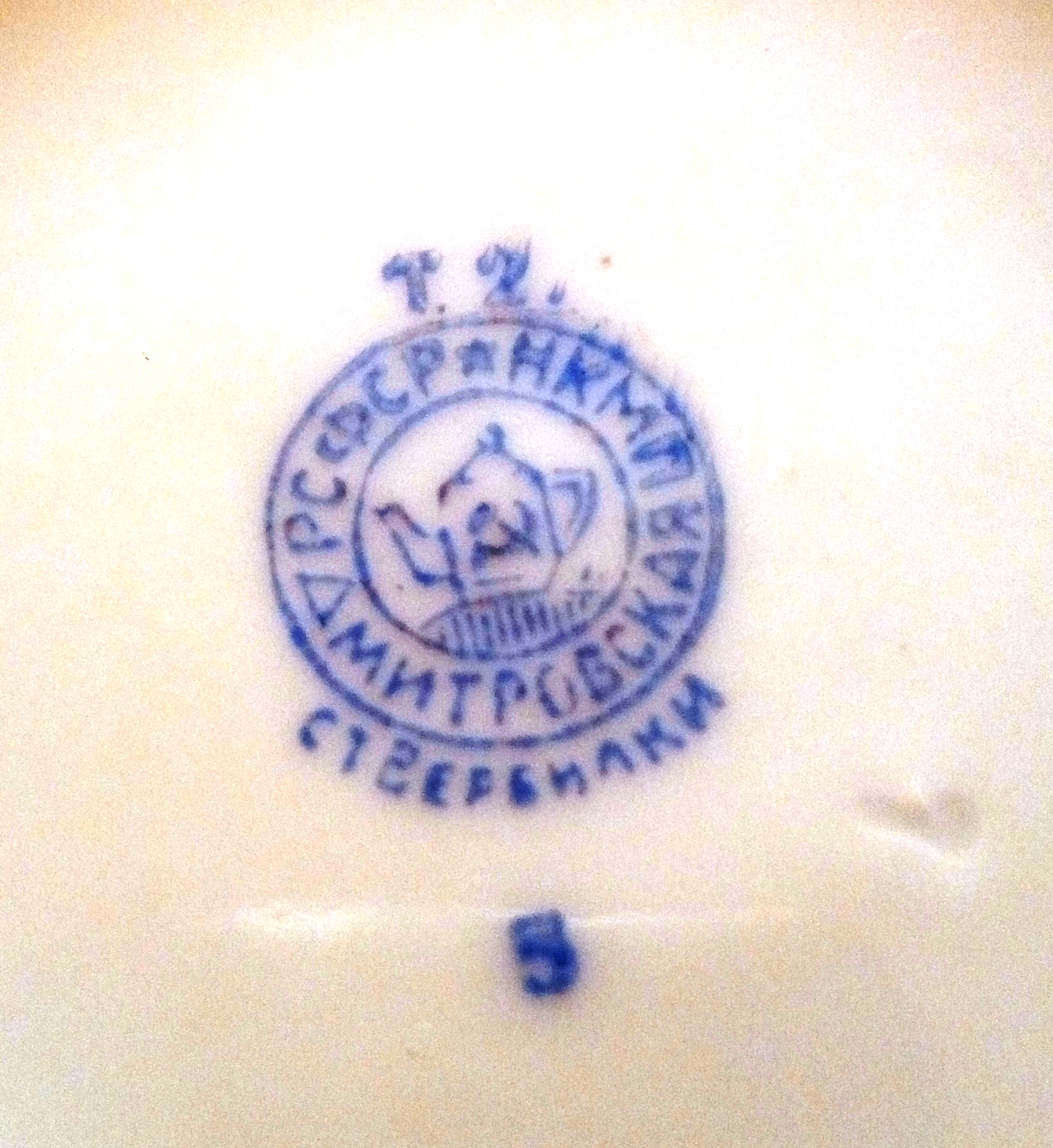
Эмблема. Дмитровский фарфоровый завод

В конце 1943 года Дмитровский фарфоровый завод за выполнение задания по поставке высоковольтных изоляторов был удостоен первой премии во Всесоюзном соревновании.
Ещё до войны, в 1937 году, продукция завода была удостоена большой золотой медали на Всемирной выставке в Париже, а в 1958 году — серебряной медали на Всемирной выставке в Брюсселе. В 1966 году завод награждён орденом Трудового Красного Знамени в связи с 200-летием со дня основания, в честь этого события была изготовлена фарфоровая медаль.

### Постсоветский период

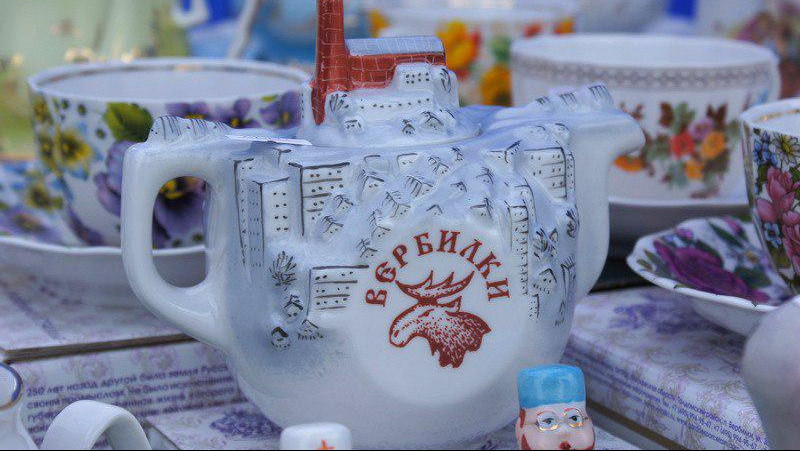
Изделия фабрики «Фарфор Вербилок» на выставке

В 1991 году работники завода выкупили его и организовали ЗАО «Фарфор Вербилок». В 1995 году основано дочернее предприятие ДО «Промыслы Вербилок», перед которым была поставлена задача возрождения и сохранения традиций дореволюционного фарфора, у истоков которого стояли два семейных клана — Гарднеры и Кузнецовы. На международных выставках предпринимателей Америки и Европы в Бирмингеме и Мехико 1996 года успехи фабрики были отмечены Бриллиантовой и Золотой звёздами.
В 2006 году в штате завода было 350 сотрудников, из них 20 живописцев.
С 2007 года фабрика «Мануфактуры Гарднеръ» является Почетным членом Гильдии поставщиков Кремля и обладает правом размещать на своей продукции соответствующий знак, а в 2008 году старейшее российское фарфоровое предприятие стало лауреатом Национальной премии «Стиль года» в номинации «Самые стильные предметы интерьера».
В 2009 году предприятие получило благодарность от Министра культуры РФ за большой вклад в сохранение и развитие традиций народных художественных промыслов России и благодарность от Российской Академии художеств за достойный вклад в сохранение и развитие высокохудожественных традиций отечественного фарфора.
По состоянию на октябрь 2012 года «Фарфор Вербилок» — один из трёх действующих фарфоровых заводов в России.
В феврале 2014 года на завод с рабочей поездкой прибыл заместитель председателя Правительства Московской области Александр Ильницкий. Директор компании «Промыслы Вербилок» Александра Мамедова рассказала о проблемах производства: высокие налоги и тарифы на электроэнергию и газ не дают провести модернизацию; 90 % бывших работников вынуждены зарабатывать на хлеб в Москве; для производства необходимы две новые печи, так как старая «сжигает» 3 млн рублей в месяц; заводу нужна земля для проведения фестивалей и ярмарок. Большая часть рабочих мест законсервирована. Было принято решение о покупке в кредит совместно с областным правительством новой португальской печи.

## Транспортная артерия завода
В 1935 году была открыта узкоколейная железная дорога, действовавшая на протяжении 50 лет, вплоть до конца 1980-х годов. На территории завода линия была электрифицирована. На сегодняшний день можно видеть её остатки на автомобильном мосту через реку Якоть, ведущей на территорию завода (на продолжении улицы Рубцова).
Основная линия протяжённостью около 14 км соединяла завод с Бельским торфомассивом, где и был построен посёлок торфяников Бельское. Линия не была электрифицирована. Доставленный по узкоколейной железной дороге торф в то время был основным топливом на заводе и в котельных посёлка Вербилки. Примерная дата ликвидации «торфовозной» линии узкоколейной железной дороги — начало 1960-х годов.
Функционирует ответвление от станции Вербилки как средство доставки готовой продукции на станцию и минеральных ресурсов на завод. Вагоны транспортирует ветхий тепловоз ТГК2. Ранее можно было видеть на территории завода второй ТГК2 в разобранном состоянии. В 2007 году последний заводской узкоколейный электровоз был порезан на металлолом, несмотря на его историческую ценность.
Завод имеет несколько въездных ворот на территорию для автомобилей.